# أرماند دوماس
أرماند دوماس هو سياسي كندي، ولد في 5 أغسطس 1905 في كيبك في كندا، وتوفي في 13 نوفمبر 1963. نشط حزبياً في الحزب الليبرالي الكندي. وقد انتخب عمدة وانتخب عضو مجلس العموم الكندي.